# Kim Či-su
Kim Či-su (korejsky 김지수, anglický přepis: Kim Ji-soo; * 3. ledna 1995 Kunpcho, Jižní Korea), známa jako Jisoo, je jihokorejská zpěvačka, modelka, tanečnice, návrhářka a herečka. Od roku 2016 je členkou jihokorejské skupiny Blackpink, kde působí jako vokalistka a tvář skupiny. Je nejstarší členkou Blackpink. Vystudovala School of Preforming Art Seoul.

## Život a kariéra

### 1995–2015: Dětství a začátky kariéry
Kim Či-su se narodila 3. ledna 1995 v Kunpcho, v provincii Kjonggi, v Jižní Koreji. Má staršího bratra a sestru. V dětství hrála basketbal a chodila na lekce taekwonda. Jako dítě byla také fanouškem skupiny TVXQ. Jisoo studovala na střední škole School of Performing Arts v Soulu a v 11. třídě založila školní dramatický klub, čímž získala nejen více zkušeností v oblasti herectví, ale také se něco málo přiučila ohledně průběhu konkurzů a jejich náležitostech. Jisoo se připojila k YG Entertainment v červenci 2011. Pro svou neobyčejnou krásu se ještě před debutem Blackpink objevila v několika reklamách a videoklipech, například k písni „I'm Different“ (나는 달라) od Hi Suhyun nebo „SPOILER (스포일러) + HAPPEN ENDING“ (헤픈엔딩) od EPIK HIGH.

### 2016–2023: Debut v Blackpink a herecká kariéra
Jisoo debutovala jako jedna ze čtyř členek Blackpink 8. srpna 2016, vydáním jejich debutového alba Square One.
Od roku 2017 do roku 2018 se Jisoo připojila k Inkigayo jako konferenciérka spolu s Jin-youngem z GOT7 a Doyoungem z NCT. Do herectví se pustila v roce 2019 krátkým cameo rolí ve fantasy dramatu stanice tvN Arthdal Chronicles. 18. srpna 2020 YG Entertainment potvrdilo, že Kim Či-su bude hrát svou první hlavní roli v nadcházejícím dramatu stanice JTBC s názvem Snowdrop.

### 2023–současnost: sólový debut
2. ledna 2023 YG Entertainment oznámili, že Jisoo bude nadcházejícím roce debutovat jako sólová umělkyně.

## Spolupráce s jinými značkami

### Kiss Me (2018)
V září 2018 se Jisoo a další členka skupiny Blackpink Rosé staly modelkami pro jihokorejskou kosmetickou značku Kiss Me.

### Dior (2019)

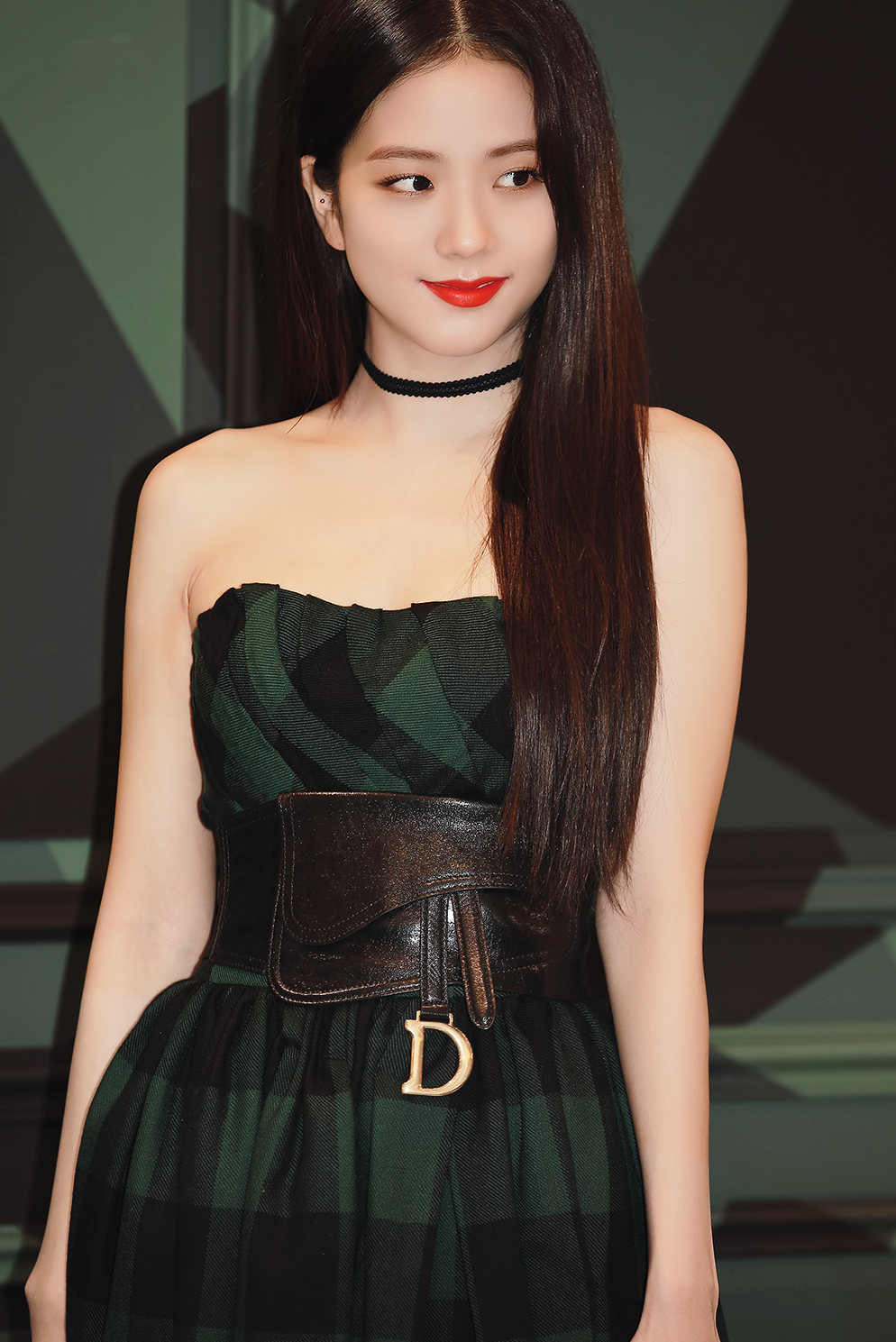
Kim Či-su na zahajovací události Dior Pop-up store 19. srpna 2019

V prosinci 2019 se Jisoo stala lokálním ambasadorem kosmetické značky „Dior Beauty“. Příští léto byla Jisoo přijata jako múza pro Dior a modelovala pro kolekci Dior's Fall/Winter 2020.

## Filmografie
| Rok  | Název              | Síť  | Role         | Poznámky    | Reference |
| ---- | ------------------ | ---- | ------------ | ----------- | --------- |
| 2015 | The Producers      | KBS2 | Sama sebe    | Cameo       | [ 13 ]    |
| 2017 | Part-Time Idols    | SBS  | Sama sebe    | Cameo       | [ 14 ]    |
| 2019 | Arthdal Chronicles | tvN  | Sae Na-rae   | Cameo       | [ 15 ]    |
| 2021 | Snowdrop           | JTBC | Eun Young-ro | Hlavní role | [ 16 ]    |

## Ocenění a nominace
| Název                  | Rok vydání | Kategorie                      | Výsledek  | Reference |
| ---------------------- | ---------- | ------------------------------ | --------- | --------- |
| The Fact Music Awards  | 2021       | Fan N Star Choice Individual   | nominace  | [ 17 ]    |
| Weibo Starlight Awards | 2021       | Starlight Hall of Fame (Korea) | vítězství | [ 18 ]    |